# Гришокіна Валентина Павлівна
Валентина Павлівна Гришóкіна (30 червня 1944, Ташкент—31 травня 2023, Київ) — радянська і українська акторка кіно та дубляжу, директор кінофільмів Кіностудії ім. О. Довженка. Заслужена артистка України (2019).

## Біографія
Народилася 30 червня 1944 року у Ташкенті Узбецької РСР.
У 1969 році закінчила акторський факультет Київського державного інституту театрального мистецтва імені Івана Карпенка-Карого.
Була акторкою і директором кінофільмів кіностудії імені Олександра Довженка. Член Національної спілки кінематографістів України.
Померла 31 травня 2023 року у Києві на 79-му році життя після тривалої хвороби.

## Фільмографія
Директор кінофільмів:
- «Бірюк» (1977, у співавт.)
- «Перед екзаменом» (1977, т/ф)
- «Своє щастя» (1979)
- «Дрібниці життя» (1980)
- «Будемо чекати, повертайся» (1981)

Акторські кінороботи:
- «Великі клопоти через маленького хлопчика» (1967)
- «На Київському напрямку» (1967)
- «Втікач з «Янтарного»» (1968)
- «Совість» (1968)
- «Розповіді про Дімку» (1969)
- «Під палючим сонцем» (1970)
- «Родина Коцюбинських» (1970)
- «Зухвалість» (1971)
- «Ні дня без пригод» (1971)
- «Земні та небесні пригоди» (1974)
- «Ати-бати, йшли солдати…» (1976)
- «Така вона, гра» (1976)
- «Три сонця» (1976)
- «Дощ у чужому місті» (1979)
- «Ніч коротка» (1981)
- «Трійка (фільм, 1985)» (1985)
- «Мама, рідна, любима...» (1986)
- «Штормове попередження» (1988)
- «Дві місяці, три сонця» (1998)
- «Екстрасенси-детективи» (2011)
- «Горчаков» (2014)
- «Нитки долі» (2016)
- «Нюхач-3» (2017)
- «Вікно життя-2» (2017)
- «Серце матері» (2019)
- «Підкидьок» (2019)
- «Вірна подруга» (2020)

## Дублювання та озвучення українською
- «Політ навігатора» — (дубляж, Кіностудія ім. Довженко)
- «Тачки» — (дубляж, Невафільм Україна)
- «Гаррі Поттер та напівкровний принц» — (дубляж, Cinetype)
- «Заміж у високосний рік» — (дубляж, Le Doyen)
- «Світ Юрського періоду 2» — (дубляж, Le Doyen)
- «Робін Гуд» — (дубляж, Le Doyen)
- «Казки на ніч» — (дубляж, Le Doyen)
- «Не бий копитом» — (дубляж, Le Doyen)
- «Абатство Даунтон» — (дубляж, Le Doyen)
- «Попелюшка» (3 частини) — (дубляж, Le Doyen)
- «Крижане серце» — Герда (дубляж, Le Doyen)
- «Прибулець Павло» — (дубляж, Le Doyen)
- «Сімейка Крудсів» — (дубляж, Постмодерн)
- «Гічкок» — (дубляж, Постмодерн)
- «Зимова фантазія» — (дубляж, Постмодерн)
- «Дім дивних дітей Міс Сапсан» — (дубляж, Постмодерн)
- «Голодний Дух» — (озвучення, Animagrad)
- «Кармелюк» — (дубляж, Студія 1+1)
- «Катерина Велика» — (багатоголосе закадрове озвучення, Студія 1+1)
- «Кокон» (2 частини) — (багатоголосе закадрове озвучення, Студія 1+1)
- «Ромео і Джульєтта Вільяма Шекспіра» — (багатоголосе закадрове озвучення, Студія 1+1)
- «Мабуть, боги з'їхали з глузду» — всі жіночі ролі (двоголосе закадрове озвучення, Студія 1+1)
- «Агата Крісті. Убивство з дзеркалами» — всі жіночі ролі (двоголосе закадрове озвучення, Студія 1+1)
- «Агата Крісті. Карибська таємниця» — всі жіночі ролі (двоголосе закадрове озвучення, Студія 1+1)
- «Четвертак» — всі жіночі ролі (двоголосе закадрове озвучення, Студія 1+1)
- «Джинджер і Фред» — всі жіночі ролі (двоголосе закадрове озвучення, Студія 1+1)
- «Принцип доміно» — всі жіночі ролі (старе двоголосе закадрове озвучення, Студія 1+1)
- «Титанік» — (дубляж, Постмодерн\багатоголосе закадрове озвучення, Студія 1+1)

## Дублювання та озвучення російською
- «Танцівниця» — (російський дубляж, Кіностудія ім. Довженко)
- «Велика нудьга» — (російський дубляж, Кіностудія ім. Довженко)
- «Джек у країні чудес» — (російський дубляж, Кіностудія ім. Довженко)
- «Принци-лебеді» — (російський дубляж, Кіностудія ім. Довженко)
- «Винуватий» — (російський дубляж, Кіностудія ім. Довженко)
- «Брати по крові» — (російський дубляж, Кіностудія ім. Довженко)
- «Помста і закон» — (російський дубляж, Кіностудія ім. Довженко)
- «Месник» — (російський дубляж, Кіностудія ім. Довженко)
- «Розбійники мимоволі» — (російський дубляж, Кіностудія ім. Довженко)
- «Джоні» — (російський дубляж, Кіностудія ім. Довженко)
- «Примарне щастя» — (російський дубляж, Кіностудія ім. Довженко)
- «Таємниця Карпатського замку» — (російський дубляж, Кіностудія ім. Довженко)
- «Хан Аспарух» — (російський дубляж, Кіностудія ім. Довженко)
- «Ледар» — (російський дубляж, Кіностудія ім. Довженко)
- «Дзвінок з минулого» — (російський дубляж, Кіностудія ім. Довженко)
- «Вождь Біле Перо» — (російський дубляж, Кіностудія ім. Довженко)
- «Пригоди блакитного лицаря» — (російський дубляж, Кіностудія ім. Довженко)
- «Правосуддя!» — (російський дубляж, Кіностудія ім. Довженко)
- «Викрадення у Тютюрлістані» — (російський дубляж, Кіностудія ім. Довженко)
- «Храм кохання» — (російський дубляж, Кіностудія ім. Довженко)
- «Гіта з Сітапура» — (російський дубляж, Кіностудія ім. Довженко)
- «Жертва в ім'я кохання» — (російський дубляж, Кіностудія ім. Довженко)
- «Важко бути богом» — (російський дубляж, Кіностудія ім. Довженко)
- «Якщо би…» — (російський дубляж, Кіностудія ім. Довженко)
- «Маюрі» — (російський дубляж, Кіностудія ім. Довженко)
- «Догори дригом» — (російський дубляж, Кіностудія ім. Довженко)
- «Один момент» — (російський дубляж, Кіностудія ім. Довженко)
- «Хибна клятва» — (російський дубляж, Кіностудія ім. Довженко)
- «Термінатор» — (російський дубляж, Синхрон\Хлопушка)
- «9 1/2 тижнів» — (російський дубляж, Синхрон\Хлопушка)
- «Скинь маму з поїзда» — (російський дубляж, Синхрон\Хлопушка)
- «Немає виходу» — (російський дубляж, Синхрон\Хлопушка)
- «Пустун з психушки» — (російський дубляж, Синхрон\Хлопушка)
- «Дика орхідея» — (російський дубляж, Синхрон\Хлопушка)
- «Сам удома» (2 частини) — (російський дубляж, Синхрон\Хлопушка)
- «Нічне спостереження» — (російський дубляж, Синхрон\Хлопушка)
- «Зазначений смертю» — (російський дубляж, Синхрон\Хлопушка)
- «Горець 2» — (російський дубляж, Синхрон\Хлопушка)
- «Хід королевою» — (російський дубляж, Синхрон\Хлопушка)
- «Подвійний удар» — (російський дубляж, Синхрон\Хлопушка)
- «Фортеця» — (російський дубляж, Синхрон\Хлопушка)
- «Принц з Нью-Йорку» — (російський дубляж, Синхрон\Хлопушка)
- «Опівнічна спека» — (російський дубляж, Синхрон\Хлопушка)
- «Універсальний солдат» — (російський дубляж, Синхрон\Хлопушка)
- «Тріска» — (російський дубляж, Синхрон\Хлопушка)
- «Чорнокнижник 2: Армагеддон» — (російський дубляж, Синхрон\Хлопушка)
- «Дерево Джошуа» — (російський дубляж, Синхрон\Хлопушка)
- «Фірма» — (російський дубляж, Синхрон\Хлопушка)
- «Сутичка» — (російський дубляж, Синхрон\Хлопушка)
- «Усі чоловіки роблять це» — (російський дубляж, Синхрон\Хлопушка)
- «Пригоди бравого вояка Швейка» — (російський дубляж, Tretyakoff Production)